# Reino do Ponto
O Reino do Ponto foi um Estado helenístico, situado a norte da península da Anatólia, na atual Turquia, fundado em 281 a.C. pelo nobre persa Mitrídates I. Sua capital ficava em Amaseia. Superficialmente helenizado, manteve sua estrutura social persa, com os sacerdotes do templo e os nobres feudais persianizados dominando uma população heterogênea da aldeia. Nos séculos III e II a.C., gradualmente se afirmou entre os pequenos estados helenísticos da Anatólia, anexando Sinope como sua nova capital (183 a.C.). Atingiu seu apogeu sob Mitrídates VI (r. 115–63 a.C.), cujo programa de expansão causou desastroso conflito com a República Romana, resultando na virtual extinção do reino e sua incorporação 62 d.C..